# 亨利·克萊 (特拉華州)
亨利·克萊（英語：Henry Clay）是位於美國特拉華州紐卡斯爾縣的一個非建制地區。該地的面積和人口皆未知。

## 地理
亨利·克萊的座標為39°46′13″N 75°34′49″W / 39.77028°N 75.58028°W，而該地的平均海拔高度為38米（即125英尺）。